# Syzeuctus nanus
Syzeuctus nanus là một loài tò vò trong họ Ichneumonidae.